# Aleuromarginatus dalbergiae
Aleuromarginatus dalbergiae là một loài côn trùng cánh nửa trong họ Aleyrodidae, phân họ Aleyrodinae.
Aleuromarginatus dalbergiae được Cohic miêu tả khoa học đầu tiên năm 1969.